# بریل امبولو
بریل دونالد امبولو (فرانسوی: Breel Donald Embolo‎؛ زادهٔ ۱۴ فوریهٔ ۱۹۹۷) بازیکن فوتبال اهل سوئیس است که در پست مهاجم برای باشگاه موناکو در لیگ ۱ و تیم ملی سوئیس بازی می‌کند.
از باشگاه‌هایی که در آن بازی کرده‌است می‌توان به بازل، شالکه ۰۴ و بروسیا مونشن‌گلادباخ اشاره کرد.
وی همچنین در تیم ملی فوتبال سوئیس بازی کرده‌است.

## آمار ملی
تا تاریخ ۱۶ تیر ۱۴۰۳
| سوئیس | سوئیس | سوئیس | سوئیس  |
| سال   | بازی  | گل    | پاس گل |
| ----- | ----- | ----- | ------ |
| ۲۰۱۵  | ۷     | ۱     | ۴      |
| ۲۰۱۶  | ۱۰    | ۱     | ۰      |
| ۲۰۱۷  | ۴     | ۰     | ۰      |
| ۲۰۱۸  | ۹     | ۱     | ۲      |
| ۲۰۱۹  | ۶     | ۱     | ۲      |
| ۲۰۲۰  | ۴     | ۰     | ۲      |
| ۲۰۲۱  | ۱۰    | ۴     | ۴      |
| ۲۰۲۲  | ۱۳    | ۵     | ۰      |
| ۲۰۲۴  | ۵     | ۲     | ۰      |
| مجموع | ۶۸    | ۱۵    | ۱۴     |

### گل‌های ملی
| شماره | تاریخ           | ورزشگاه          | بازی ملی | حریف       | نتیجه                | رقابت                         |
| ----- | --------------- | ---------------- | -------- | ---------- | -------------------- | ----------------------------- |
| ۱     | ۹ اکتبر ۲۰۱۵    | کایبان‌پارک       | ۶        | سان مارینو | ۷–۰                  | مقدماتی جام ملت‌های اروپا ۲۰۱۶ |
| ۲     | ۶ سپتامبر ۲۰۱۶  | سنت یاکوب پارک   | ۱۵       | پرتغال     | ۲–۰                  | مقدماتی جام جهانی ۲۰۱۸        |
| ۳     | ۲۷ مارس ۲۰۱۸    | سوئیس‌پور‌آرنا     | ۲۳       | پاناما     | ۶–۰                  | دوستانه                       |
| ۴     | ۲۶ مارس ۲۰۱۹    | سنت یاکوب پارک   | ۳۲       | دانمارک    | ۳–۳                  | مقدماتی جام ملت‌های اروپا ۲۰۲۰ |
| ۵     | ۲۵ مارس ۲۰۲۱    | ملی واسیل لفسکی  | ۴۱       | بلغارستان  | ۳–۱                  | مقدماتی جام جهانی ۲۰۲۲        |
| ۶     | ۱۲ ژوئن ۲۰۲۱    | المپیک باکو      | ۴۴       | ولز        | ۱–۱                  | جام ملت‌های اروپا ۲۰۲۰         |
| ۷     | ۱۲ اکتبر ۲۰۲۱   | ال‌اف‌اف           | ۵۰       | لیتوانی    | ۴–۰                  | مقدماتی جام جهانی ۲۰۲۲        |
| ۸     | ۱۲ اکتبر ۲۰۲۱   | ال‌اف‌اف           | ۵۰       | لیتوانی    | ۴–۰                  | مقدماتی جام جهانی ۲۰۲۲        |
| ۹     | ۲۶ مارس ۲۰۲۲    | ومبلی            | ۵۱       | انگلستان   | ۱–۲                  | دوستانه                       |
| ۱۰    | ۲۴ سپتامبر ۲۰۲۲ | لا روماردا       | ۵۷       | اسپانیا    | ۲–۱                  | لیگ ملت‌های اروپا ۲۱–۲۰۲۰      |
| ۱۱    | ۲۷ سپتامبر ۲۰۲۲ | کایبان‌پارک       | ۵۸       | چک         | ۲–۱                  | لیگ ملت‌های اروپا ۲۱–۲۰۲۰      |
| ۱۲    | ۲۴ نوامبر ۲۰۲۲  | الجنوب           | ۶۰       | کامرون     | ۱–۰                  | جام جهانی ۲۰۲۲                |
| ۱۳    | ۲ دسامبر ۲۰۲۲   | ورزشگاه ۹۷۴      | ۶۲       | صربستان    | ۳–۲                  | جام جهانی ۲۰۲۲                |
| ۱۴    | ۱۵ ژوئن ۲۰۲۴    | راین انرژی       | ۶۴       | مجارستان   | ۳–۱                  | جام ملت‌های اروپا ۲۰۲۴         |
| ۱۵    | ۶ ژوئیه ۲۰۲۴    | مرکور اشپیل-آرنا | ۶۸       | انگلستان   | ۱–۱ (باخت در پنالتی) | جام ملت‌های اروپا ۲۰۲۴         |